# Comuna de Radgoszc
Radgoszcz (polaco: Gmina Radgoszcz) é uma gminy (comuna) na Polónia, na voivodia de Pequena Polónia e no condado de Dąbrowski. A sede do condado é a cidade de Radgoszcz.
De acordo com os censos de 2004, a comuna tem 7278 habitantes, com uma densidade 82,4 hab/km².

## Área
Estende-se por uma área de 88,3 km², incluindo:
- área agricola: 74%
- área florestal: 15%

## Demografia
Dados de 30 de Junho 2004:
|                      | Total   | Total | Mulheres | Mulheres | Homens  | Homens |
| -------------------- | ------- | ----- | -------- | -------- | ------- | ------ |
|                      | pessoas | %     | pessoas  | %        | pessoas | %      |
| População            | 7278    | 100   | 3617     | 49,7     | 3661    | 50,3   |
| Densidade (pop./km²) | 82,4    | 100   | 41       | 41       | 41,5    | 41,5   |

De acordo com dados de 2002, o rendimento médio per capita ascendia a 1412,88 zł.

## Comunas vizinhas
- Czarna, Dąbrowa Tarnowska, Lisia Góra, Radomyśl Wielki, Szczucin, Wadowice Górne